# Строгановская дача
Стро́гановская дача (Стро́ганова дача, Стро́ганов(ский) сад, Стро́ганов(ский) парк; использовалось также написание Стро́гоновский) — местность на Выборгской стороне Санкт-Петербурга, вблизи места впадения Чёрной речки в Большую Невку, принадлежавшая с середины XVIII до начала XX века баронам-графам Строгановым. С юга ограничена Большой Невкой, с востока и севера — Чёрной речкой, с запада — парком при даче Салтыковой. Сами владельцы называли эту местность «мыза Мандурова».
В узком смысле Строгановской дачей называлось также главное здание этого имения.

## История дачи, XVIII—XIX века
Первым владельцем этой местности «мерою по обеим сторонам 120 и поперечнику 97 сажен» был дипломат петровского времени Савва Лукич Владиславич-Рагузинский. Затем загородный дом с подсобными строениями и садом перешёл по наследству к его племяннику, иллирийскому графу М. И. Владиславичу, у которого эту территорию напротив Каменного острова приобрёл в 1743 году барон Сергей Григорьевич Строганов.

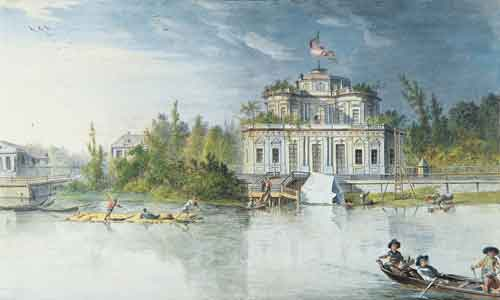
Павильон Ринальди со стороны Большой Невки (художник Ж. Б. де ла Траверс, 1790)

В 1754 году Антонио Ринальди построил в парке павильон (иногда, как и более поздняя постройка на этом месте, называемый «Строгановской дачей»), который очертаниями и композицией напоминал павильон Катальная горка — наиболее знаменитое сооружение Ринальди в Ораниенбауме, но был выстроен на десятилетие раньше императорской резиденции. Вероятно, тогда же, в 1750-е годы, Ринальди провёл работы по благоустройству местности: устроил пруд, в центре которого располагалась мраморная скульптура Нептуна, стоящего на морских конях (гиппокампах). Предполагают, что эта скульптурная группа изваяна итальянским мастером в конце XVII века. В настоящее время статуя Нептуна (без коней), напоминающая первоначальный проект Бартоломео Растрелли, по которому была выполнена в 1737 году аналогичная скульптура для Петергофа, находится во дворе Строгановского дворца на Мойке, куда она была перемещена в начале XX века. После смерти С. Г. Строганова имение перешло его сыну Александру Сергеевичу Строганову. В 1772 году он расширил территорию имения, купив у графа Я. А. Брюса дом около устья Чёрной речки и соседнюю «мызу Мандарову», принадлежавшую Лунину. В 1793 году Иоганн Георги писал:

Летний дом гр. Строганова на Невке… отличается тем, что из кровли нижнего строения выходит второй высокий этаж четвероугольником, на котором стоит ещё третий шестиугольный. Тамошний лес превращён в прекрасный сад.

Никаких других сообщений о первых постройках, относящихся к этому времени, не сохранилось. Известно только, что все три садовых павильона: грот, хижина на острове и павильон Ринальди павильон на берегу Большой Невки, а также статуя Нептуна, стоявшая в центре пруда, находились на одной оси. Летом между павильоном Ринальди и мысом Каменного острова через Большую Невку наводился наплавной деревянный мост. В других местах реки местные жители и инвалиды Инвалидного дома на Каменном острове устраивали перевозы.
Новые постройки и изменения в планировке парка относятся к середине 1790-х годов, когда сын А. С. Строганова Павел Александрович, вернувшийся из-за границы, женился на С. В. Голицыной — дочери Натальи Петровны Чернышёвой (Голицыной), послужившей А. С. Пушкину прообразом «пиковой дамы».
В 1794 году в саду были возведены два моста. Один из них имел образ разрушенного временем древнего сооружения. Другой, напротив, был примером современной конструкции, имитируя железный мост через реку Северн (Коалбрукдейл, 1779), который был в то время чрезвычайно популярен. Мосты вели на остров, который был центром садового сценария. За советами по переустройству своего парка Строганов, вероятно, обратился к своему другу, живописцу Юберу Роберу. Следуя в своих проектах призыву Руссо «назад к природе», Робер старался стереть границу между садом и окружающей его природой, создавая извилистые дорожки, причудливых очертаний водоёмы, устраивая каскады, мостики, руины и гроты.
В 1795 году А. С. Строганов построил для сына Павла и его жены на берегу Большой Невки ансамбль из трёх павильонов: два небольших одноэтажных домика, а в центре — двухэтажный жилой дом с полукруглым балконом, увенчанный небольшим куполом. Именно в это время на месте павильона Ринальди появляется сооружение, — именно к нему обычно применяется название «Строгановская дача». Исходный проект разрабатывал Ф. И. Демерцов в палладианском стиле, он же начинал строительство, но затем граф Строганов предпочёл проект молодого и ещё никому неизвестного А. Н. Воронихина. В Русском музее в Петербурге имеется акварель из семейного альбома Строгановых. На ней французский художник Жан-Бальтазар де ла Траверс, который был дружен с семьей Строгановых, запечатлел  постройку палладианского типа. С 1796 года новый проект одновременно разрабатывали Демерцов и Воронихин. Граф Строганов, вероятно, выбрал проект Воронихина. В Музее Академии художеств обнаружен чертёж Ринальди с исправлениями Воронихина. Поэтому Строгановскую дачу можно считать совместным творением итальянца Ринальди и молодых русских архитекторов.
Дача Строганова разрушена в 1908 году, но её облик запечатлел сам Воронихин на живописной картине маслом. За эту картину Совет Академии художеств в 1797 году присвоил Воронихину звание академика перспективной и миниатюрной живописи. В облике Строгановской дачи, особенно в широко расставленных колоннах бельэтажа, очевидны не только античные и ренессансные итальянские источники, но и влияние необычной архитектуры Камероновой галереи в Царском Селе, построенной Чарлзом Камероном в 1784—1787 годах.

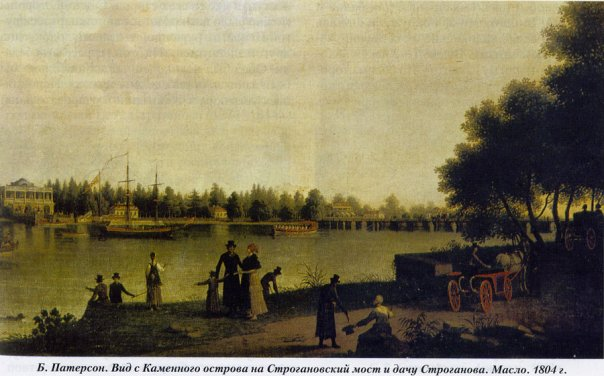
Вид на Строгановскую дачу с Каменного острова (Б. Патерсон, 1804)

Фасад дачи выходил на Большую Невку и был украшен колоннадой. От дачи к реке вела гранитная лестница-спуск, украшенная скульптурами львов и кентавров. Стены первого каменного этажа были прорезаны с обеих сторон тремя высокими проёмами арочной формы. Второй этаж был деревянным, и в его центральной части располагался зал, ориентированный параллельно набережной и предназначенный для балов и собраний. Вместо стен зал окружали сплошь остеклённые палладианские окна-двери, разделённые колоннами. В левой его части находились хоры для музыкантов. По обеим сторонам зала располагались открытые галереи с колоннадами ионического ордера. Завершалось сооружение четырьмя фронтонами, над которыми располагался пологий купол с бельведером. Для придания лёгкости постройки Воронихин в 1796 году заменил предложенные Демерцовым фронтоны и несущую коробку на кольца, гасящие горизонтальное давление купола, что позволило поставить его прямо на свод зала, а в центре сделать отверстие, то есть сформировать двойной купол. Одна из галерей выходила в сад, другая — на набережную Большой Невки. Через центральный зал нижнего этажа, служащий подножием колоннады, прообразом которой Демерцову, по-видимому, послужила Камеронова галерея в Царском Селе, можно было попасть в роскошно декорированный парк с прудами и каналами. Парк существовал при даче ещё со времён Рагузинского, однако Строгановы, став новыми владельцами мызы, перепланировали его в модном тогда регулярном стиле.

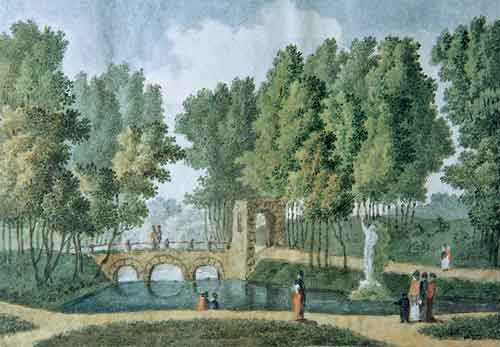
Вид на Круглый пруд со статуей Нептуна и Каменный мост в Строгановском саду (Е. И. Есаков, 1812)

Именно на этой даче проходили известные всем современникам «строгановские праздники». Описание одного из них дала французская художница Виже-Лебрен, жившая в Петербурге в 1790-е годы:

Множество барок приплывало со всех сторон… Около трёх часов мы поднялись на террасу, окружённую колоннами, где день обступал нас со всех сторон. С одной стороны можно было наслаждаться видом парка, с другой Невой, загруженной тысячами лодок, одна другой элегантнее… На этой террасе мы обедали. Обед был великолепный… Как только мы сели за стол, стала слышна музыка. Исполнялась увертюра к Ифигении в очаровательной манере… После обеда мы совершили незабываемую прогулку по саду, вечером мы снова поднялись на террасу, откуда наблюдали, как только стемнело, красивый фейерверк, который приготовил граф. Огни, отраженные в водах Невы, производили волшебный эффект.

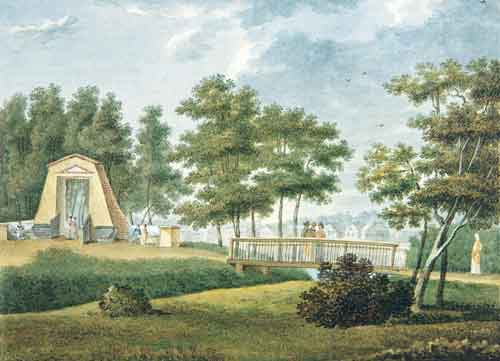
Вид на Египетские ворота в Строгановском саду (Е. И. Есаков, 1812)

Имеется более или менее полное представление лишь о центральной части Строгановского сада. Напротив дачи находился пруд, который символизировал море — царство Нептуна. На острове в пруду — в «море» — обитала нимфа Калипсо, державшая у себя в плену Одиссея. Павильоны в саду — Мусульманский, Обелиск, Египетские ворота — олицетворяли скитания по миру главного героя после кораблекрушения, вызванного Нептуном. «Гомеровские» парковые павильоны воспроизведены на рисунках художника семьи Строгановых Е. И. Есакова.
М. И. Пыляев, описывая позднее достопримечательности Строгановской дачи, писал, что

…в саду у Строганова хранились замечательные произведения искусства: две большие статуи Геркулеса и Флоры Фарнезских, стоявшие по сторонам террасы дома, и древняя фигура точильщика, правда, обезображенная временем. При входе на дачу лежали два сфинкса, а по бокам ступеней — два больших кентавра, затем несколько ваз, а на пруду — фигура Нептуна с трезубцем.

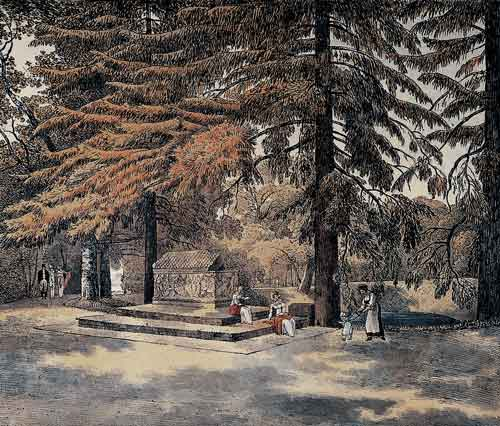
«Гробница Ахиллеса» в Строгановском саду (А. Мартынов, 1812)

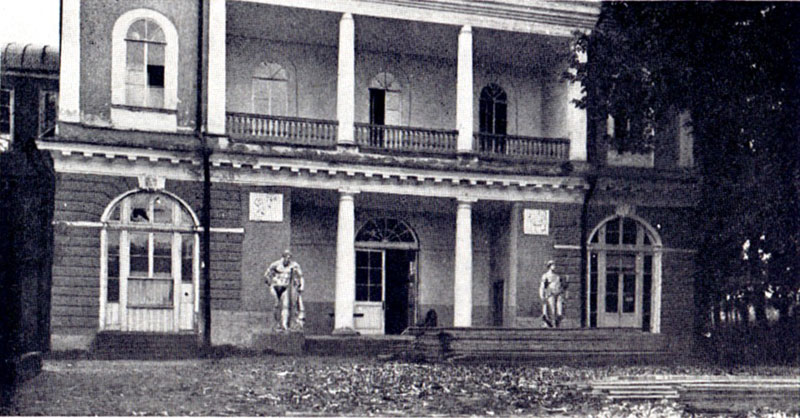
Фасад Строгановской дачи в начале XX века

Дача молодого поколения Строгановых была отделена от участка, принадлежавшего графу А. С. Строганову, каналом, пролегавшим почти точно с севера на юг и соединявшим воды Чёрной речки и Большой Невки. Неподалёку от этой дачи, на берегу круглого пруда, располагался приобретённый Строгановым-старшим саркофаг, который известен под названием «гробница Ахиллеса» или «гробница Гомера». Ныне этот саркофаг находится зале Юпитера Государственного Эрмитажа (римский саркофаг с барельефом «Ахилл на Скиросе», II—III в. н. э.). Объясняя одно из этих названий, граф-отец писал:

В первую турецкую войну, когда русское оружие торжествовало на морях, Домашнев, русский офицер, командовавший десантным войском, нашёл на одном из Архипелагских островов саркофаг, привёз его в Россию и подарил мне. При виде этого памятника я не смог не воскликнуть: не памятник ли это Гомеру? С тех пор все заключили, что я владею гробницей Гомера.

В саду Строганова была устроена библиотека, которая просуществовала только один год, поскольку многие брали книги домой и не возвращали.
В 1811 году, когда владельцем дачи стал П. А. Строганов, Воронихин несколько изменил спуск к реке, пристроив лестницу и уничтожив пристань.
В 1827 году, в связи со переносом Строгановского моста и созданием дороги, ведущей от него (ныне улица Академика Крылова), Строгановский парк разделился на две части. Западная часть сада — бывшая «Мандорова мыза», стала собственностью дочерей С. В. Строгановой — Елизаветы и Аглаиды (в замужестве Салтыковой и Голицыной). Там располагался особняк, известный ныне как «Дача Салтыковой», принадлежавший первой из дочерей. Вторая владела деревянным домом, который располагался ближе к Большой Невке и до нашего времени не сохранился. Западную оконечность Строгановского сада с дачей Салтыковой до середины XX века ограничивал полукруглый Ферзин переулок (вошёл в состав ул. Савушкина), название которого, по-видимому, связано с фамилией третьей дочери — Ольги, вышедшей замуж в 1829 году за ротмистра Кавалергардского полка Павла Карловича Ферзена.

## История территории дачи, XX—XXI века
В 1898 году дача была превращена в доходный дом. В 1908 году далёкие наследники Строганова сочли дачу, сад, и всё, что в нём находилось, ненужным для себя. Впоследствии дача была разобрана.
В. Я. Курбатов писал в 1913 году:

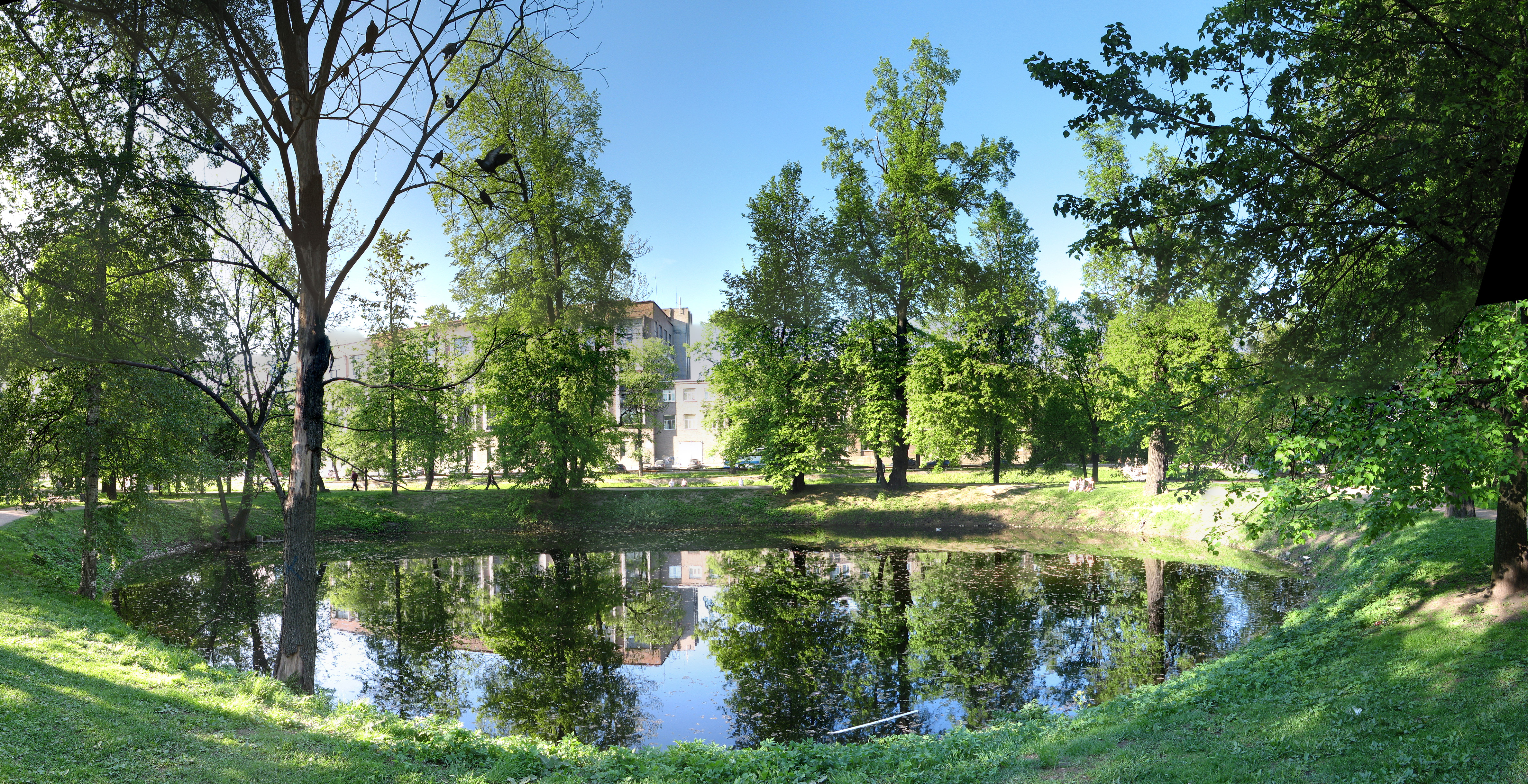
Круглый пруд на территории Строгановской дачи в начале XXI века

На Строгановской набережной — остатки Воронихинской дачи, перестроенной в жилой дом. Сад дачи сильно разгромлен, пруды почти исчезли. На берегу ещё существующего круглого пруда — заколоченный досками саркофаг. На остатках другого пруда статуя Нептуна, заколоченная в подобие собачьей будки. В восточной части парка сохранились рощи и между ними обелиск из плиты, по преданию, памятник собаки графа А. С. Строганова.

В начале XX века в восточной части сада появилось несколько предприятий. Крупнейшим из них был филиал Русско-Балтийского вагонного завода, который выпускал самолёты Сикорского.
В 1938—1941 годах в юго-западной части Строгановском сада было сооружено монументальное здание Военно-морской академии. К востоку от здания сохранились остатки сада с небольшим прудом. Далее на восток находятся несколько жилых зданий, а вблизи устья Чёрной речки (Ушаковская наб., д. 65) ранее располагался НИИ Технологии, а ныне построен элитный жилой комплекс «Риверсайд».

## Галерея

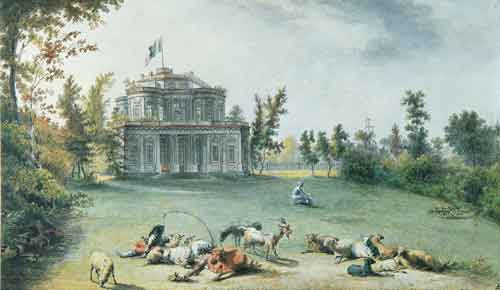
Павильон Ринальди (художник Ж. Б. де ла Траверс, 1790)
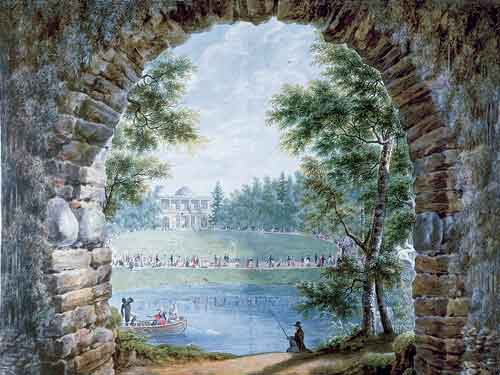
Вид на Строгановский дворец (С. Галактионов, 1811)
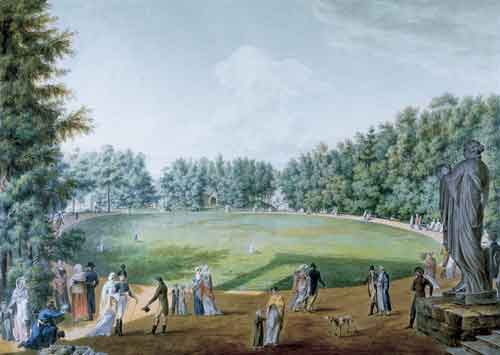
Луг перед дворцом в Строгановском саду (С. Галактионов, 1811)
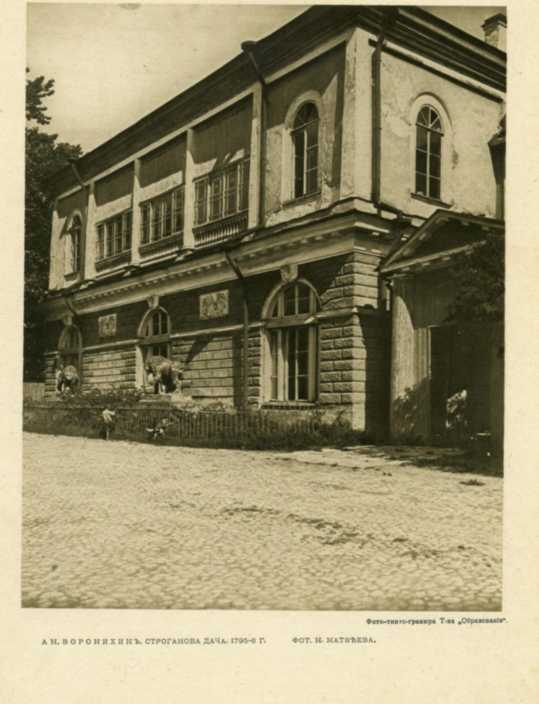
Строгановская дача в начале XX века